# الدمقراط
قرية الدمقراط هي إحدى القرى التابعة لمركز أرمنت في محافظة الأقصر في جمهورية مصر العربية. حسب إحصاءات سنة 2006، بلغ إجمالي السكان في الدمقراط 5051 نسمة، منهم 2600 رجل و2451 امرأة.